# Pooh e Tigro! È qui la festa
Pooh e Tigro! È qui la festa (Party Time with Winnie the Pooh), in Nord America noto come Pooh's Party Game: In Search of the Treasure, è un videogioco party pubblicato nel 2001 per PlayStation da Electronic Arts in Nord America e dalla SCEE in Europa, mentre per Microsoft Windows in entrambe le regioni da Disney Interactive. La versione PS venne pubblicata anche in Giappone il 5 settembre 2002 dalla Tomy, sotto il nome di Disney's Kuma no Pooh-san - Mori no Daikyousou! (プーさんのみんなで森の大きょうそう!?, Pū-san no Min'nade Mori no Daikyōsō!,  lett. "Winnie the Pooh è una grande foresta!").
Facente parte del franchise Disney di Winnie the Pooh è sviluppato da Doki Denki Studio, software house conosciuta per il suo successo Tigro e la caccia al miele, di cui eredita lo stesso motore grafico in 2.5D. Il 13 settembre 2009 fu reso scaricabile per PlayStation 3 e PlayStation Portable sullo store del servizio PlayStation Network.

## Trama
Un bel giorno come tanti nell'incantevole Bosco dei 100 Acri, Tappo caccia da casa sua Winnie the Pooh dopo che questi gli ha mangiato tutto il suo miele. E proprio nell'esatto momento arriva Tigro, che lo saluta col suo solito salto addosso, ma fa il modo accidentalmente di infilarsi nella testa il vasetto che Winnie teneva tra le zampe. Sia lui che Tappo si offrono dunque di aiutare il loro amico, grazie anche all'arrivo in soccorso di Pimpi e Ro. Una volta liberatolo tutti notano sulla testa di Tigro un foglio di carta, il quale Uffa, esaminandolo con attenzione afferma che è una mappa del tesoro. Improvvisamente fuoriesce De Castor, che senza accorgersene se la porta via mentre fugge dallo sciame di api, costringendo il gruppo ad inseguirlo.
Da quel punto in poi la storia continua nella modalità "Avventura".

## Modalità di gioco
Nella vena della serie di Mario Party, in Pooh e Tigro! È qui la festa ci si può giocare da soli o in più giocatori contemporaneamente. Prima che una sfida (in generale la partita) comincia, per quella modalità selezionata è obbligatorio scegliere uno dei sei personaggi preferiti tra: Winnie the Pooh, Pimpi, Tigro, Tappo, Ro e Uffa.

### Avventura
Riservata a un unico giocatore consta di tre livelli strutturati in un tabellone a percorso lineare, costituito da un certo numero di caselle e dal traguardo situato alla fine. Optandola nella difficoltà facile, ogni livello inizia sempre con trenta vasetti di miele nella scorta (visualizzata nell'angolo in alto a sinistra dello schermo).
Per far avanzare automaticamente il personaggio scelto bisogna affrontare i cinque minigiochi di cui il titolo è composto. Le posizioni guadagnate variano in base al proprio progresso fatto, stilato in un'apposita classifica: al vincerli col primo posto viene spostato di 6, altrimenti di 4 arrivando secondo, di 2 nel caso giungesse terzo, infine di 1 fallendoli del tutto.
Durante lo svolgimento di una delle prove si possono raccogliere quanti più vasetti che si vuole, al termine della quale sono accumulati nella suddetta scorta, in modo tale da muoverlo una seconda volta. Ma questo comporta al giocatore un "prezzo", infatti, quando ne ha una quantità sufficiente deve pagare con quei vasetti per compiere la mossa; il costo differisce per il numero della posizione da imporre, ovvero di 1 dieci, di 2 venti e di 3 trenta.
Completandola verranno sbloccate delle brevi scene full motion contenute nell'opzione "Seleziona filmati" sul menù principale, tutte tratte da Winnie the Pooh alla ricerca di Christopher Robin, il film animato del 1997 che ha ispirato in parte la sua trama.

#### Contenuto delle caselle
Distinguibili da un'icona, nell'insieme sono dieci e influenzano la sessione in corso con i loro diversi effetti, ovviamente su quale ci si ferma. A tal proposito, le prime sette coinvolgono il personaggio sul tabellone di gioco:
- Bonus - Raffigurata da una stella lo fa spostare di uno, due o tre posizioni, oppure ottenere determinati vasetti di miele;
- Penalità - Raffigurata da una saetta è l'esatto opposto del "Bonus", cioè che lo fa retrocedere per le posizioni medesime o perdere determinati vasetti;
- Vasetto integro - Regala venti o venticinque vasetti aggiuntivi;
- Vasetto rotto - Fa sottrarre dieci vasetti finora conservati;
- Mistero - Raffigurata da un punto interrogativo l'effetto derivante da essa è casuale;
- Scorciatoia - Raffigurata da una freccia gli consente di imboccare una strada breve del percorso;
- Neutrale - Non vi è raffigurato niente e ci si rimane neutri.

Le seguenti tre invece provocano delle conseguenze sui giocatori nella competizione in uno dei cinque minigiochi:
- Neve - Raffigurata da un fiocco di neve tutti si muovono più velocemente;
- Vento - Raffigurata da un vortice sul campo soffia appunto del vento, generando sforzi nei movimenti;
- Api - Raffigurata da un'ape chi collide contro uno sciame rallenta per un po'.

#### Sinossi dei livelli
| No. | Caselle | Descrizione del livello |
| --- | ------- | --- |
| 1   | 35      | Come accennato, De Castor è scappato senza volerlo con la mappa del tesoro, che adesso gli è rimasta attaccata sulla schiena. Il giocatore deve quindi raggiungerlo per cercare di prenderla prima che costui lascia la foresta (l'uscita è rappresentata dal traguardo). |
| 2   | 70      | Recuperata la mappa il sestetto pensa che è quasi arrivato vicino al tesoro, ma subito viene inseguito da un Effalumpo. Il giocatore in parole povere deve riuscire a sfuggirgli proseguendo verso la fine, facendo sì che tutti siano messi in salvo dentro ad una grotta. |
| 3   | 90      | Dopo essere scampati all'Effalumpo, Uffa consultando di nuovo la mappa deduce che il tesoro si trova all'interno di una caverna col teschio, situata oltre la foresta. Difatti, la grotta su cui si sono riparati è proprio l'entrata principale. La caverna però sta per crollare da un momento all'altro, e il giocatore deve sempre andare avanti fino a raggiungere la stanza, oltrepassando dei pavimenti cedevoli. |

Nell'epilogo il gruppo giunge finalmente davanti allo scrigno di questo tesoro. Pooh aprendolo scopre che è pieno di vasetti di miele, i quali secondo lui sono «il tesoro più dolce che ci sia». Egli allora le mangia tutte a volontà finché non si addormenta con la testa infilata in un vasetto, quando alla fine viene svegliato da Tappo e capisce che si era solo trattato di un sogno.

### Multigiocatore
Le modalità per due giocatori (fino a quattro nella versione PS) disponibili sono due, in cui si possono scegliere anche gli sfidanti controllati dal computer; per questi ultimi, oltre ai sei sopracitati pure tre Noddole. Esse sono "Partita veloce", ove i cinque minigiochi sono giocati liberamente e selezionabilmente, e "Più giocatori" (ricalcante l'"Avventura"), ove invece, colui che per primo taglia il traguardo alla fine del percorso è il vincitore. E solo qui vengono usufruiti delle esclusive mosse sul tabellone contro un avversario a propria scelta, sempre pagando coi vasetti di miele:
- La retrocessione da uno a tre posizioni, i cui costi sono uguali a quelli del guadagno;
- La perdita di dieci vasetti nella scorta. Indicata da un vasetto rotto il suo costo è di quindici;
- Il fermo per un turno. Indicato da una mano il suo costo è di cinquanta.

Ci si può difendere da una di queste mediante l'immunità (indicata da una stella), che costa trentacinque vasetti.

## Sinossi dei minigiochi
Nelle modalità "Avventura" e "Più giocatori", i cinque schemi del campo sono diversi a seconda dei tre tabelloni, mentre invece nella "Partita veloce", tali stessi schemi (così come i temi delle caselle Neve, Vento e Api) sono selezionabili. Le condizioni per la vittoria di ciascun minigioco cambiano su come è impostato il livello di difficoltà (tra facile, medio e difficile) nel menù principale. Inoltre sono presenti dei variegati power-up: i più ricorrenti, quelli indicati con delle frecce, fanno aumentare o diminuire la velocità dei personaggi. La lista completa è elencata di seguito.
| Nome                          | Vite                                  | Obiettivo                                   | Descrizione |
| ----------------------------- | ------------------------------------- | ------------------------------------------- | --- |
| "Corsa su rotelle di Tappo"   | No                                    | (5, Facile) (10, Medio) (15, Difficile)     | Si gareggia con dei kart di legno in un circuito quadrato, dove vince chi finisce la corsa per primo compiendo dei giri completi. |
| "Caccia alle zucche di Pimpi" | No                                    | (10, Facile) (15, Medio) (20, Difficile)    | Vengono raccolte delle zucche che crescono continuamente sul campo. |
| "Gioco della frutta di Uffa"  | No                                    | (15, Facile) (25, Medio) (40, Difficile)    | Simile al precedente ma con la frutta, e stavolta la si deve mettere dentro delle giare, poste agli angoli e/o ad un lato del campo. Se ne raccolgono quattro al massimo, però mai si prende quella degli altri avversari, poiché ognuno di essi ha un proprio frutto corrispondente: il primo l'arancia, il secondo la mela verde, il terzo il limone ed il quarto il pomodoro. Gettando delle bucce di banana si può farli scivolare a terra. |
| "Tuono di Tigro"              | (3, Facile) (2, Medio) (1, Difficile) | No                                          | Ispirato a Bomberman si devono fare esplodere delle casse tonanti (come fossero bombe ma senza le fiamme), per muoversi sul campo e cercando di spaventare i contendenti facendoli eliminare dalla sfida. Peraltro c'è il rischio di venire beccati da soli, quando una volta piazzatala subito non se ne prende distanza. Vince chi è l'unico rimasto.                                                                                         |
| "Flipper di Pooh"             | No                                    | (100, Facile) (200, Medio) (300, Difficile) | Ispirato invece a quello di Crash Bash, bisogna totalizzare punti mandando delle palline colorate nelle porte avversarie tramite una tavoletta di legno, la cui stessa è utilizzata anche per deviarle. |

## Doppiaggio
| Personaggio        | Doppiatore inglese | Doppiatore italiano |
| ------------------ | ------------------ | ------------------- |
| Winnie the Pooh    | Jim Cummings       | Marco Bresciani     |
| Tigro (Tigger)     | Jim Cummings       | Luca Biagini        |
| Pimpi (Piglet)     | Steve Schatzberg   | Fabrizio Vidale     |
| Ro (Roo)           | Nikita Hopkins     | Gabriele Patriarca  |
| Tappo (Rabbit)     | Ken Sansom         | Valerio Ruggeri     |
| Uffa (Owl)         | Andre Stojka       | Massimo Corvo       |
| De Castor (Gopher) | Michael Gough      | Edoardo Nevola      |
| Narratore          | Laurie Main        | Michele Kalamera    |